# McConchie Ridge
McConchie Ridge är en bergstopp i Antarktis. Den ligger i Östantarktis. Nya Zeeland gör anspråk på området. Toppen på McConchie Ridge är 1 649 meter över havet.
Terrängen runt McConchie Ridge är bergig åt sydväst, men åt nordost är den kuperad. Trakten är obefolkad. Det finns inga samhällen i närheten. 